# Baszkówka

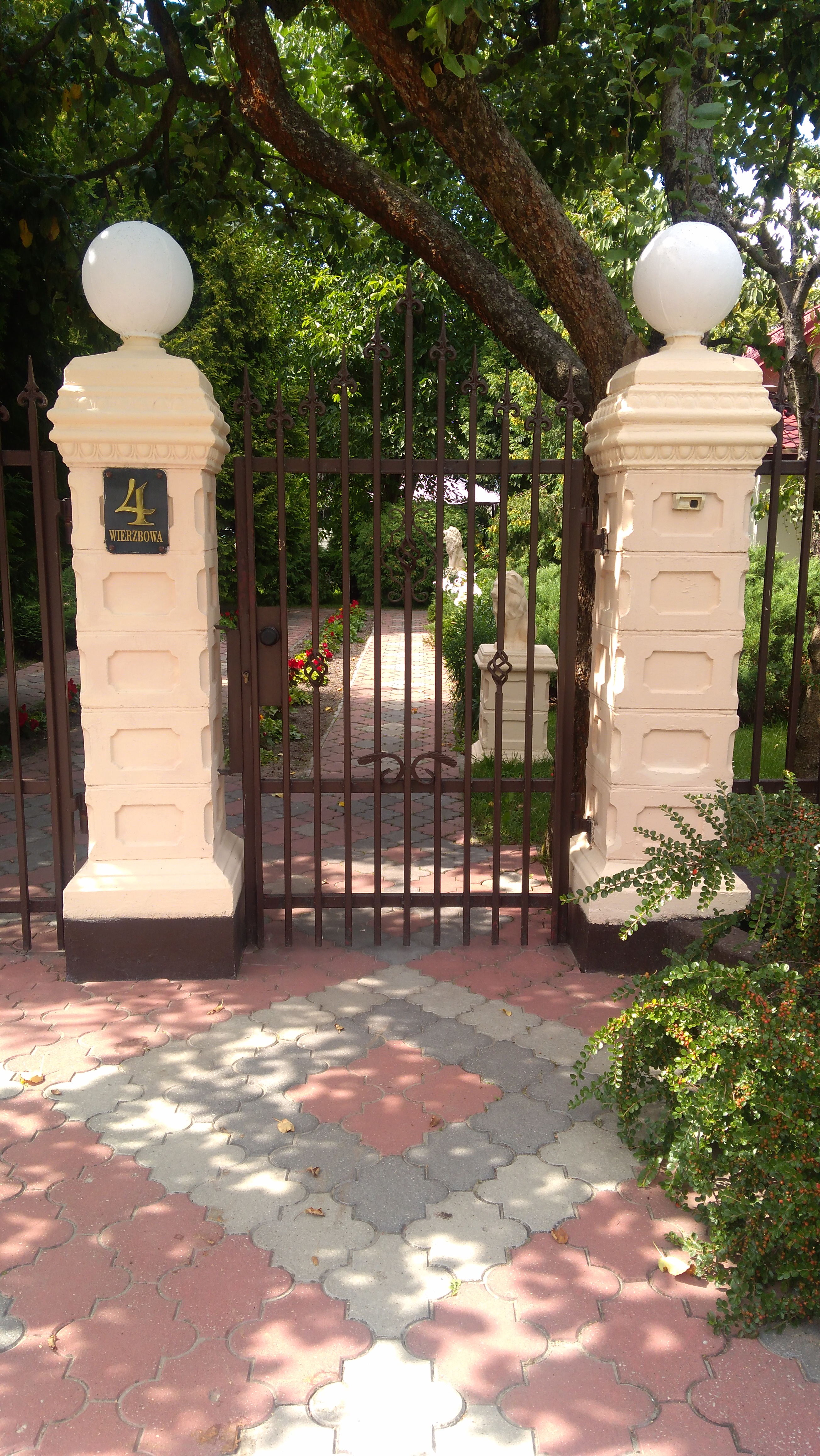

Baszkówka (prononciation : [baʂˈkufka]) est un village polonais de la gmina de Piaseczno dans le powiat de Piaseczno de la voïvodie de Mazovie dans le centre-est de la Pologne.
Il se situe à environ 8 kilomètres à l'ouest de Piaseczno (siège du powiat) et à 19 km au sud de Varsovie (capitale de la Pologne).
Le village compte approximativement une population de 431 habitants en 2013.

## Histoire
De 1975 à 1998, le village appartenait administrativement à la voïvodie de Varsovie.

## Divers
Le 25 août 1994, le village est témoin de la chute d'une météorite pierreuse, appelée météorite de Baszkówka (en).